# Luisa Jimeno
María Luisa Jimeno García (Murcia, 1951) es una médica especializada en nefrología e investigadora científica española. Entre otros méritos, es eeconocida por participar en el primer trasplante de riñón realizado en la Región de Murcia en 1985y por ser la primera doctora académica de número de la Real Academia de Medicina y Cirugía de la Región de Murcia en 1996.

## Trayectoria
Jimeno se licenció en Medicina por la Universidad de Murcia en 1975. Publicó su tesis doctoral en 1988 titulada: Tratamiento del enfermo intoxicado grave mediante hemoperfusión.
Comenzó a trabajar en el Hospital Clínico Universitario Virgen de la Arrixaca en 1976. Ocupó el cargo de adjunta del servicio de nefrología desde 1980 hasta el año 2004. Desde el año 1985, organizó la Unidad de Trasplantes Renales de la región, siendo nombrada Jefa del Servicio de Nefrología en 2011, hasta su jubilación en el año 2018.
Participó en el primer trasplante de riñón que se hizo en la Región de Murcia el 30 de julio de 1985. Durante su trayectoria profesional participó en más de 1300 trasplantes, y trabajó con la inmunóloga María Rocío Álvarez.

## Reconocimientos
- 1996 - Primera doctora Académica de Número de la Real Academia de Medicina y Cirugía de la Región de Murcia.[4][5][6]
- 2007 - Galardón al Compromiso Social con las Personas con Discapacidad Física y Orgánica de la Región de Murcia, otorgado por FAMDIF/COCEMFE.[12]
- 2012 - III Galardón a la Trayectoria Profesional, otorgado por ADAER.[12]
- 2013 - Premio Hipócrates que concede el Colegio de Médicos de la Región de Murcia para reconocer la trayectoria y dedicación a la medicina. [10][13]